# Michael Medwin
Michael Hugh Medwin OBE (* 18. Juli 1923 in London, England; † 26. Februar 2020 in Bournemouth) war ein britischer Schauspieler und Filmproduzent.

## Leben
Medwin besuchte die Canford School in Dorset und das Institute Fischer in Montreux. Seinen ersten Bühnenauftritt hatte er 1940. Er erlangte Ende der 1950er-Jahre in England dank seiner Hauptrolle in der Fernsehserie The Army Game Bekanntheit. Das Titellied dieser Serie sang er gemeinsam mit Bernard Bresslaw, Leslie Fyson und Alfie Bass. Es erreichte 1958 Platz 5 der britischen Singlecharts. In den 1980er-Jahren war er in der BBC-Serie Shoestring sowie in Mel Smiths Comedy-Serie Colin’s Sandwich zu sehen.
Als Nebendarsteller trat Medwin vorwiegend in britischen Kinofilmen auf, aber auch gelegentlich in internationalen Produktionen, beispielsweise 1962 im Oscar-prämierten Kriegsfilm Der längste Tag an der Seite von John Wayne und Henry Fonda. In Charlie Chaplins letztem Kinofilm Die Gräfin von Hongkong verkörperte er die komische Nebenrolle eines Freiers von Sophia Lorens Titelfigur. Bis zum Jahr 2008 stand Medwin für insgesamt über 110 Film- und Fernsehproduktionen vor der Kamera. Daneben war er ein erfahrener Bühnenschauspieler, der 2005 wegen seiner Verdienste um das Theater mit dem Order of the British Empire ausgezeichnet wurde.
Gemeinsam mit Albert Finney gründete Michael Medwin in den 1960er-Jahren die Filmproduktionsfirma Memorial Enterprises. In diesem Zusammenhang produzierte er bis in die 1980er-Jahre einige Kinofilme, darunter am bekanntesten wohl der Klassiker If… von Lindsay Anderson, der 1969 den Hauptpreis der Filmfestspiele von Cannes gewann.

## Filmografie (Auswahl)

### Darstellung
- 1947: Black Memory
- 1948: Anna Karenina
- 1949: Der Spieler (The Queen of Spades)
- 1949: Die Tingeltangelgräfin (Trottie True)
- 1951: Die Vier im Jeep
- 1952: Treffpunkt Moskau (Top Secret)
- 1953: An der Straßenecke (Street Corner)
- 1953: Malta Story
- 1953: Die feurige Isabella (Genevieve)
- 1954: Der Fall Teckmann (The Teckman Mystery)
- 1955: Doktor Ahoi! (Doctor at Sea)
- 1955: X-Boote greifen an (Above Us the Waves)
- 1956: An vorderster Front (A Hill in Korea)
- 1957: Hilfe, der Doktor kommt! (Doctor at Large)
- 1958: … denn der Wind kann nicht lesen (The Wind Cannot Read)
- 1959: 41 Grad Liebe (Carry On Nurse)
- 1962: Der längste Tag (The Longest Day)
- 1963: Kali Yug: Die Göttin der Rache (Kali Yug, la dea della vendetta)
- 1963: Kali Yug, 2. Teil: Aufruhr in Indien (Il mistero del tempio indiano)
- 1964: Griff aus dem Dunkel (Night Must Fall)
- 1965: In Beirut sind die Nächte lang (Twenty-Four Hours to Kill)
- 1967: Die Gräfin von Hongkong (A Countess from Hong Kong)
- 1970: Scrooge
- 1973: Der Erfolgreiche (O Lucky Man!)
- 1980: Die Seewölfe kommen (The Sea Wolves)
- 1982: Britannia Hospital
- 1983: Sag niemals nie (Never Say Never Again)
- 1983: Agenten sterben zweimal (The Jigsaw Man)
- 1988: Die Malteser des Falken (Just Ask for Diamond)
- 1994: Wedding Hangover (Staggered)
- 1999: Fanny und Elvis (Fanny and Elvis)
- 2000: Cinderella (Fernsehfilm)
- 2008: Die Herzogin (The Duchess)
- 2008: Framed

### Produktion
- 1967: Ein erfolgreicher Blindgänger (Charlie Bubbles)
- 1968: If… (if....)
- 1970: Hering und Portwein (Spring and Port Wine)
- 1971: Auf leisen Sohlen (Gumshoe)
- 1973: Der Erfolgreiche (O Lucky Man!)
- 1981: Memoiren einer Überlebenden (Memoirs of a Survivor)